# Gmina Šid
Gmina Šid (serb. Opština Šid / Општина Шид) – gmina w Serbii, w Wojwodinie, w okręgu sremskim. W 2018 roku liczyła 31 467 mieszkańców.